# MySQL AB
MySQL AB (fundada em 1995 e adquirida pela Sun Microsystems em 2008) foi uma empresa de software, criadores de MySQL (base de dados relacional), assim como de produtos tais como MySQL Cluster. A empresa está dualmente sediada em Uppsala, na Suécia, e em Cupertino, nos Estados Unidos, com escritórios em outros países (Paris, França; Munique, Alemanha; Dublin, Irlanda; Milão, Itália; e Tóquio, Japão).
Com cerca de 400 funcionários em 25 países, MySQL AB foi uma das maiores empresas de open source do mundo. Cerca de 70% dos empregados trabalhavam para MySQL a partir de suas casas.
A 26 de Janeiro de 2008, MySQL AB anunciava que chegavam a acordo para serem adquiridos pela Sun Microsystems por aproximadamente $1 bilhão.
A aquisição completou-se a 26 de Fevereiro de 2008.